# Les Vœux de Vidya
 (mai 2024).
La mise en forme du texte ne suit pas les recommandations de Wikipédia : il faut le « wikifier ».
Les points d'amélioration suivants sont les cas les plus fréquents. Le détail des points à revoir est peut-être précisé sur la page de discussion.
- Les titres sont pré-formatés par le logiciel. Ils ne sont ni en capitales, ni en gras.
- Le texte ne doit pas être écrit en capitales (les noms de famille non plus), ni en gras, ni en italique, ni en « petit »…
- Le gras n'est utilisé que pour surligner le titre de l'article dans l'introduction, une seule fois.
- L'italique est rarement utilisé : mots en langue étrangère, titres d'œuvres, noms de bateaux, etc.
- Les citations ne sont pas en italique mais en corps de texte normal. Elles sont entourées par des guillemets français : « et ».
- Les listes à puces sont à éviter, des paragraphes rédigés étant largement préférés. Les tableaux sont à réserver à la présentation de données structurées (résultats, etc.).
- Les appels de note de bas de page (petits chiffres en exposant, introduits par l'outil «  Source ») sont à placer entre la fin de phrase et le point final[comme ça].
- Les liens internes (vers d'autres articles de Wikipédia) sont à choisir avec parcimonie. Créez des liens vers des articles approfondissant le sujet. Les termes génériques sans rapport avec le sujet sont à éviter, ainsi que les répétitions de liens vers un même terme.
- Les liens externes sont à placer uniquement dans une section « Liens externes », à la fin de l'article. Ces liens sont à choisir avec parcimonie suivant les règles définies. Si un lien sert de source à l'article, son insertion dans le texte est à faire par les notes de bas de page.
- La présentation des références doit suivre les conventions bibliographiques. Il est recommandé d'utiliser les modèles {{Ouvrage}}, {{Chapitre}}, {{Article}}, {{Lien web}} et/ou {{Bibliographie}}. Le mode d'édition visuel peut mettre en forme automatiquement les références.
- Insérer une infobox (cadre d'informations à droite) n'est pas obligatoire pour parachever la mise en page.

Pour une aide détaillée, merci de consulter Aide:Wikification.
Si vous pensez que ces points ont été résolus, vous pouvez retirer ce bandeau et améliorer la mise en forme d'un autre article.
Les Mensonges du cœur
Les Vœux de Vidya (बनूँ मैं तेरी दुल्हन en hindi, translittéré en Banoo Main Teri Dulhann, « Je deviendrai ta fiancée ») est une série télévisée indienne en 700 épisodes de 22 minutes, diffusée entre le 14 août 2006 et le 28 mai 2009 sur Zee TV.
Dans les pays francophones, elle a été pour la première fois diffusée en 2016 sur Zee Magic.

## Synopsis
Vidya est une jeune orpheline de Bénarès à qui son oncle, sa tante et sa cousine lui mène la vie difficile en lui assignant de dures corvées à longueur de journée. Lorsqu'il est temps pour elle de se marier, elle intègre la famille Pratab Singh, laquelle s'ourdit conspirations sur conspirations vis-à-vis de leur héritier légitime, Sagar, son mari. Alors que celui-ci est incapable de se défendre tantôt à cause du syndrome de Peter Pan dont il est victime au départ tantôt pour la confiance aveugle qu'il a envers les siens, Vidya décide de prendre les choses en main et de dévouer sa vie à le protéger. Dans le climax de la première saison, Vidya et Sagar sont tués par la demi-sœur du second, Sindoora.
La seconde saison fait un bond de 20 ans dans le futur. Ici Vidya se réincarne dans une famille aisée vivant à l'étranger tandis que Sagar renaît dans le corps de son neveu à naître. On les nomme alors Divya et Amar, tous deux revenant dans le monde des vivants pour terminer leur histoire d'amour et se venger de Sindoora devenue non seulement la matriarche autoritaire de la famille Pratab Singh, mais aussi une femme politique de renom.

## Distribution

### Personnages principaux
- Divyanka Tripathi comme Vidya Sagar Pratap Singh / Divya Amar Shukla
- Sharad Malhotra dans le rôle de Sagar Pratap Singh / Amar Shivdhar Upadhay / Amar Rajeev Shukla AKA Chhota Thakur
- Kamya Panjabi dans le rôle de Sindoora Pratap Singh

### Personnages secondaires
- Rajendra Gupta comme Rajendra Pratap Singh – le père de Sagar, Sindoora, Mahua et Chandra. (épisodes 1 à 13)
- Surinder Kaur dans le rôle d'Uma Pratap Singh – la mère de Sagar. La deuxième épouse de Rajendra Pratap Singh. Sindoora, la belle-mère de Mahua et Chandra (Choti-Ma). (épisodes 1 à 700)
- Jaya Bhattacharya dans le rôle de Gayatri – la tante de Sagar. (épisodes 266 à 354)
- Rajesh Balwani dans le rôle d'Aniket – l'ex-mari de Sindoora et le père de Bharat. (épisodes 28 à 419, 515 à 700)
- Shyam Sharma dans le rôle du jeune Bharat – le fils d'Aniket et Sindoora. (épisode 28-393)
  - Mohit Malik dans le rôle de Bharat Singh adulte, alias M. BS (épisodes 515-700)
- Shamin Mannan dans le rôle d'Aditi, la femme de Bharat et l'ex-femme de Karan. (épisodes 516–700)
- Harsh Vashisht dans le rôle de Rajeev Shukla, le mari de Mahua. (épisodes 278-514, 527 529, 553 571 et 575)
- Himanshi Choudhry / Ritu Vashist Vashisht dans le rôle de Mahua Singh – l'épouse de Rajiv et la mère d'Amar. (épisodes 7-494_495-578)
- Faisal Raza Khan dans le rôle de Kartik, l'ex-mari de Mahua.
- Vishal Watwani dans le rôle de Samrat, le faux fils de Rajeev et Mahua, fils biologique des parents d'Amar. Il est le bon ami de Viren et Divya, et l'ex-fiancé de Divya. (épisodes 396-507)
- Addite Shirwaikar / Shweta Dadhich dans le rôle de Chandra, la fille de Rajendra. Elle finit par disparaître avec sa sœur Mahua. (épisodes 7-393 et 396-673)
- Indraneil Sengupta dans le rôle de Tushar, l'ami d'enfance de Sagar. (épisodes 128 à 206)
- Soni Singh dans le rôle de Surili, l'ex-petite amie de Sagar
- Amrapali Gupta dans le rôle de Radha, l'amie de Vidya de Bénarès. (épisodes 1 à 12)

## Production
La série était censé s'appeler Dulhan mais a été renommée Banoo Main Teri Dulhann pour des soucis de droits d'auteur. Son tournage et sa diffusion ont connu quelques interruptions en raison d'un conflit entre les techniciens de la FWICE (Federation of Western India Cine Employees). La grève a conduit Zee TV à programmer des rediffusions à la place des épisodes inédits, ce pendant une durée de neuf jours entre le 10 et le 19 novembre 2008. À la fin des manifestations la production a repris. Les nouveaux épisodes, eux, ont commencé à être diffusés à partir du 1er décembre 2008. 
La série devait se conclure le 22 mai 2009, mais elle a été prolongée de quatre épisodes et a été programmée pour le 28 mai 2009. 

## Épisodes
| Saison | Épisodes | Inde            | Inde            |
| Saison | Épisodes | Début de saison | Fin de saison   |
| ------ | -------- | --------------- | --------------- |
| 1      | 395      | 14 août 2006    | 26 février 2008 |
| 2      | 305      | 27 février 2008 | 28 mai 2009     |